# درویش محمدپاشا بوسنوی
درویش محمدپاشا بوسنوی (متولد ۱۵۶۹، بوسنی) از سمت داران تاریخ عثمانیست. او در زمان سلطان سلیم ثانی در نوجوانی به ارتش پیوست.
چنگیز اورهانلو می‌گوید «نام اورا درویش گذاشتند چون در کودکی پابرهنه و فقیر بود». سپس او در سی سالگی ینی چری شد.
او در اول از طرف سلطان محمد سوم والی هرزگوین شده بود. بعد از مرگ سلطان محمد به استانبول برگشت. وی از طرف سلطان احمد یکم به دریا سالاری گماشته شد و بعد در ۲۱ ژوئن سال ۱۶۰۶ به سمت وزیر اعظمی گماشته شد ولی در ۶ ماه بعد در استانبول به دستور سلطان احمد خان اول خفه گردید و در اسکودار به خاک سپرده شد.